# Kalanchoe hildebrandtii
Kalanchoe hildebrandtii és una espècie de planta suculenta del gènere Kalanchoe, que pertany a la família Crassulaceae.

## Descripció
És una planta suculenta arbustiva amb unes boniques fulles grises platejades i suaus. És una espècie llenyosa de creixement molt lent. Aconsegueix les proporcions d'un petit arbre, sovint superant els 5 metres.
Les tiges són llenyoses, erectes, fortament ramificades.
Les fulles són senceres, de làmina gruixuda, dura, circular a obovada, obtusa, de 16 a 40 mm de llargada i de 15 a 20 mm d'amplada, punta obtusa a arrodonida, base sobtadament cuneada, marges sencers, de color verd glauc grisós a verdós, recobertes de densos pèls estrellats (amb 3 branques bífides o multífides), pèls molt atapeïts i que donen a les plantes un aspecte glabre. Pecíol cilíndric, canaliculat, de 3 a 8 mm de llarg.
La inflorescència en cims densos disposats en panícules de 8 a 35 cm de llarg. Flors més o menys erectes. Pedicels de 1,5 a 4 mm de llarg.
Les flors són molt petites, floreixen a l'hivern, carnoses, acampanades, de color blanc a groc verdós pàl·lid. Calze verd, amb tub de 0,5 mm, sèpals deltoides, aguts, de 1,2 a 2,5 mm de llarg i ample. Corol·la blanca, de color verd pàl·lid a groc, urceolada, poc peluda, amb un tub de 3 a 5 mm de llargada. Lòbuls oblongs-aguts, ovats, obtusos, de 2 a 3,5 mm de llarg i de 1,5 a 2 mm d'ample. Estams inclosos o lleugerament sobresortints, anteres i estils projectats. Filaments lliures de 1,5 a 3,5 mm.
És força similar en el seu creixement vegetatiu i està estretament relacionat amb Kalanchoe bracteata que creix a la mateixa localització, però té flors blanques que no són tan atractives en absolut com les vermelles de Kalanchoe bracteata.

## Distribució
Planta endèmica del sud-est i sud-oest de Madagascar. Creix en arbusts xerofítics sobre diversos sòls i roques.

## Taxonomia
Kalanchoe hildebrandtii va ser descrita per Henri Ernest Baillon (Baill.) i publicada al Bulletin Mensuel de la Société Linnéenne de Paris 1: 468. 1882.

### Etimologia
Kalanchoe: nom genèric que deriva de la paraula cantonesa "Kalan Chauhuy", 伽藍菜 que significa 'allò que cau i creix'.
hildebrandtii: epítet atorgat en honor del botànic alemany Johannes (Johann) Maria Hildebrandt.

### Sinonímia
- Kalanchoe gomphophylla Baker
- Kalanchoe hildebrandtii var. glabra Rauh & Hebding

La varietat glabra (Kalanchoe hildebrandtii var. glabra), aquí classificada provisionalment com a sinònim, sembla que es troba dins de la variació natural.